# Історія Орієнтального православ'я
Орієнтальне православ'я — це спільність східних християнських церков, які визнають лише три Вселенські собори — Перший Нікейський, Перший Константинопольський та Ефеський. Вони відкидають догматичні визначення Халкідонського собору. Отже, ці Церкви також називають старосхідними церквами або нехалкідонськими церквами.

## Започаткування
Історія Орієнтального православ'я сходить до початків християнства. 

## Місіонерська роль
Орієнтальні православні церкви мали велику місіонерську роль на ранніх етапах християнства і відігравали велику роль в історії Єгипту. 

## Халкедонський розкол

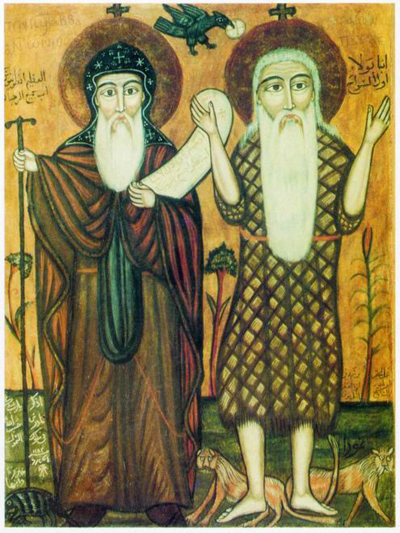
Коптська ікона святого Антонія та святого Павла

Згідно з канонами Орієнтальних православних церков, чотири єпископи Риму, Александрії, Ефесу (пізніше переведеного до Константинополя) та Антіохії отримали статус Патріархів, древніх апостольських центрів християнства Першим Нікейським Собором (що передбачає розкол ). Кожен патріарх відповідав за єпископів і церкви в межах своєї території вселенської католичної церкви (за винятком Єрусалимського патріарха, який був незалежним від решти), а єпископ Риму був "першим серед рівних" як наступника Петра та місце Петровського служіння єдности та влади.
Розкол між Орієнтальним православ'ям та рештою Церкви відбувся у V столітті. Розділення частково призвело до відмови Діоскора, Олександрійського патріарха, прийняти христологічні догми, проголошені Халкідонським Собором про дві природи Ісуса (божественну і людську). Орієнтальні церкви визнавали, що Христос мав дві натури, але наполягали на тому, що ці дві натури нероздільні та єдині. Для ієрархів, які очолювали Орієнтальниї православних, халкедійське проголошення було рівносильним несторіанству. 
Тому орієнтальні православні церкви часто називали монофізитськими, хоча вони відкидають цей ярлик, оскільки це пов'язано з євтихійським монофізитством. Вони віддають перевагу терміну "нехалкедонська" або "міафізитська" церкви. Орієнтальні православні церкви відкидають те, що вони вважають єретичним монофізитським вченням Євтихія та Несторія, а також визначенням діофізитів Халкедонського Собору. У результаті Орієнтальні патріархи були відлучені єпископами Риму та Константинополя в 451 р., офіційно оформивши розкол.
Христологія, хоча і важлива, не була єдиною причиною відмови коптів та сирійців від Халкедонського Собору; політичні, церковні та імперські питання в цей період гостро обговорювались.

## Невдалі спроби примирення

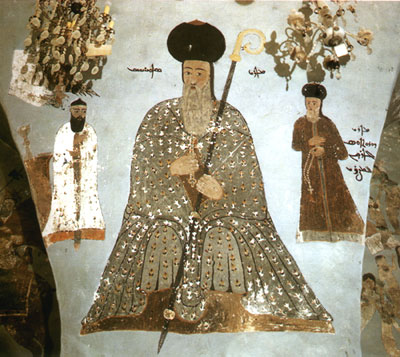
Северус Антіохійський

У 482 р. Візантійський імператор Зенон зробив спробу примирити христологічні розбіжності між прихильниками та противниками Халкедонського визначення, видавши імператорський указ, відомий як Генотикон, але ці зусилля були в основному політично вмотивованими і в кінцевому підсумку виявилися невдалими в досягненні істинного і істотне примирення. 
У роки, наступні за Генотиконом, константинопольський патріарх залишався у формальному спілкуванні з нехалкедонськими патріархами Олександрії, Антіохії та Єрусалиму, тоді як Рим залишався поза спілкуванням з ними та в нестабільному спілкуванні з Константинополем (Акакіаський розкол). Лише в 518 р. Новий візантійський імператор Юстин I (який прийняв Халкідон) вимагав від усієї Церкви в Римській імперії прийняти рішення Собору. Юстин наказав замінити всіх нехалкедонських єпископів, включаючи патріархів Антіохії та Александрії.
Під час правління імператора Юстиніана I (527–565) були зроблені нові спроби примирення. Одним з найвидатніших орієнтальних православних богословів тієї епохи був Северус Антіохійський. Незважаючи на кілька зустрічей між керівниками орієнтальних православних та східно-православних громад, остаточної згоди не було досягнуто. Розкол виявився остаточним, і до того часу на Близькому Сході сформувались паралельні церковні структури. Найвидатнішим Орієнтальним православним лідером в середині VI століття був Яків Барадей, якого вважали богословським лідером, відомим з того часу як "якобітським" християнам. 

## Між Візантійською та Перською імперіями
Протягом 6-го та 7-го століть часті війни між Візантійською імперією та Сасанійською імперією (Персією) на всьому Близькому Сході сильно вплинули на всіх християн регіону, включаючи орієнтальних православних, особливо у Вірменії, Візантійській Сирії та Візантійському Єгипті. Тимчасове завоювання персами всіх цих регіонів під час великої візантійсько-сасанійської війни 602–628 років призвело до подальшого відчуження між орієнтальними православними громадами регіону та візантійським імператорським урядом у Константинополі. Ці відносини не покращились після візантійського відвоювання, незважаючи на зусилля імператора Іраклія посилити політичний контроль над регіоном шляхом досягнення релігійного возз'єднання розділених християнських громад. Щоб досягти христологічного компромісу між орієнтальними православними та східними православними, він підтримував моноенергетизм та монотелітизм, але безуспішно. 

## Арабське завоювання та його наслідки

### Виклики ісламізації
Після завоювання мусульманами Близького Сходу в VII столітті було розпочато процес поступової ісламізації, який торкнувся всіх християн регіону, включаючи орієнтальних православних. Орієнтальні православні громади, переважно сирійські та коптські, поступово були витіснені мусульманами, але меншість витримала, зберігаючи свою християнську віру та культуру.

### Османське завоювання та система Мілле
У першій половині XVI століття весь Близький Схід потрапив під контроль Османської імперії. Сирія та Єгипет були завойовані під час Османсько-мамелюцької війни (1516–17), а орієнтальні православні громади регіону зіткнулися з новою політичною реальністю, яка визначала їх історію до початку 20 століття. Османський уряд запровадив систему Мілле, яка надавала певний ступінь автономії неісламським релігійним громадам, включаючи орієнтальних православних християн.

## Переслідування Орієнтального православ'я
Однією з найбільш яскравих особливостей історії орієнтального православ'я було безперервне переслідування та різанини, які зазнали під візантійською, перською, мусульманською та османською владою.  Антиорієнтальні православні настрої у Візантійській імперії були мотивовані релігійними поділами в християнстві після Халкідонського собору в 451 році. Переслідування відбувалися в основному в Єгипті та деяких інших східних провінціях Візантійської імперії під час правління імператорів Маркіяна (450–457) та Лева I (457–474).  Також відбувались переслідування під Адальським султанатом та Королівством Семен .
Завоювання Єгипту мусульманами відбулося в 639 р. Н. Е., Під час Візантійської імперії . Незважаючи на політичні потрясіння, Єгипет залишався переважно християнином, але копти втратили статус більшості після 14 століття  в результаті періодичних переслідувань та руйнування тамтешніх християнських церков  супроводжуваних великими податками для тих, хто які відмовились від навернення.  Починаючи з завоювання Єгипту мусульманами, коптських християн переслідували різні мусульманські режими  такі як халіфат Омаяд,  халіфат Аббасидів,    халіфат Фатімід,      Мамлюкський султанат,   та Османська імперія ; переслідування коптських християн включало закриття та знесення церков та примусове прийняття ісламу .   
У наш час переслідування східних православних християн завершилося османськими систематичними переслідуваннями вірменських християн та ассирійських християн, які призвели до Геноциду вірмен та Геноциду Ассирії під час Першої світової війни.   Крім того, християни- копти в Єгипті стали жертвами переслідувань з боку мусульманських екстремістів до нашого часу. Також під час Другої світової війни сотні тисяч ортодоксальних християнських сербів були вбиті католиками в так званій "Незалежній Державі Хорватії" (маріонеткова держава нацистів, очолювана нацистським уставським рухом).
23 квітня 2015 р. Вірменська апостольська церква канонізувала всіх жертв Геноциду вірмен ; ця служба вважається найбільшою службою канонізації в історії.    1.5 мільйон - це найбільш часто публікується кількість жертв, однак, за оцінками, коливається від 700 000 до 1 800 000. Це була перша канонізація Вірменською апостольською церквою за чотириста років. 

## Сучасні дні
Орієнтальне православне євхаристійне спілкування включає шість груп: коптські православні, сирійські православні, етіопські православні, еритрейські православні, православні сирійської церкви Маланкари (Індія) та вірменські.  Ці шість церков, будучи в спілкуванні між собою, є абсолютно незалежними ієрархічно і не мають спільного патріарха.
До XX століття халкедонський розкол не сприймався з однаковою актуальністю, і кілька зустрічей католицизму та Орієнтального православ'я дали заяви про примирення, підписані Орієнтальним Патріархом (Мар Ігнатієм Заккою I Івасом) та Папою (Іваном Павлом II ) у 1984 році.

## Екуменічні відносини
Після історичної конференції в Аддис-Абебі в 1965 р. Основні Орієнтальні православні церкви розвинули практику взаємних богословських консультацій та спільного підходу до екуменічних відносин з іншими християнськими церквами та конфесіями, зокрема зі східними православними церквами та англіканською спільнотою. Відновлені дискусії між східними православними та східними православними теологами зосереджувались в основному на христологічних питаннях щодо різних відмінностей між монофізитизмом та міафізитизмом. З іншого боку, діалог між східними православними та англіканськими теологами також був зосереджений на деяких додаткових пневматологічних питаннях. У 2001 р. Була створена спільна «англікансько-орієнтально православна міжнародна комісія». У наступні роки Комісія дала кілька важливих теологічних висловлювань. Нарешті, у 2017 році орієнтальні православні та англіканські теологи зустрілися в Дубліні та підписали угоду з різних богословських питань щодо Святого Духа. Заява про згоду підтвердила готовність англіканців опустити інтерполяцію Filioque з Нікейського символу віри. 